# Nic Schröder
Nicolaj "Nic" Schröder, född 14 februari 1980 i Sankt Pauli församling i Malmö, är en svensk programledare, skådespelare och sångare.

## Biografi
Schröder fick sitt genombrott som sångare i bandet Nic & the Family, vilket mest är känt för låten Hej hej Monika från 2004. Låten röstades fram som årtiondets sommarplåga i en omröstning på Aftonbladet.se 2006.
Sommaren 2006 och 2007 var han programledare för sommarlovsprogrammet Hej hej sommar i SVT. Programmet sändes åter sommaren 2008, men då med Sandra Dahlberg som programledare. Schröder medverkade dock genom serien Det femte väderstrecket, som visades i programmet. Han var även med i programmet Stressa ner i SVT B, som hade premiär den 16 december 2008, tillsammans med Ola Selmén. Under sommaren 2009 bildade Schröder åter par med Selmén i SVT:s sommarlovsprogram Sommarlov 09.
Som skådespelare har Schröder medverkat i filmen Hata Göteborg från 2007 som den smått diktatoriske gängledaren Jonas Mitander. Schröder fick goda omdömen för sin rollprestation, vilket resulterade i en Guldbaggenominering för Bästa manliga biroll 2007. Han var med i filmen Tänk om... en film om källsortering, som spelades in under sommaren 2008 under ledning av Helsingborgshem. Under 2012 hade han en biroll i Gabriela Pichlers film Äta sova dö och spelade huvudrollen i den nya musikalen om Kal P. Dal på Slagthuset i Malmö.
Schröder gick på Fridhems folkhögskola, filmlinjen 2005–2007.

## Teater

### Roller (ej komplett)
| År   | Roll       | Produktion                                                    | Regi             | Teater                   |
| ---- | ---------- | ------------------------------------------------------------- | ---------------- | ------------------------ |
| 2002 | Sammy      | Löparen Mattias Andersson                                     | Jan Nielsen      | Helsingborgs stadsteater |
| 2012 | Kal P. Dal | Kal P Dal – En rockmusikal Nic Schröder och Cornelius Löfmark | Robert Lillhonga | Slagthuset               |

## Filmer

### Roller (ej komplett)
| År   | Roll  | Produktion    | Regi             |
| ---- | ----- | ------------- | ---------------- |
| 2007 | Jonas | Hata Göteborg | Robert Lillhonga |